# Gonatodes hasemani
Gonatodes hasemani este o specie de șopârle din genul Gonatodes, familia Gekkonidae, descrisă de Griffin 1917. A fost clasificată de IUCN ca specie cu risc scăzut. Conform Catalogue of Life specia Gonatodes hasemani nu are subspecii cunoscute.

## Galerie

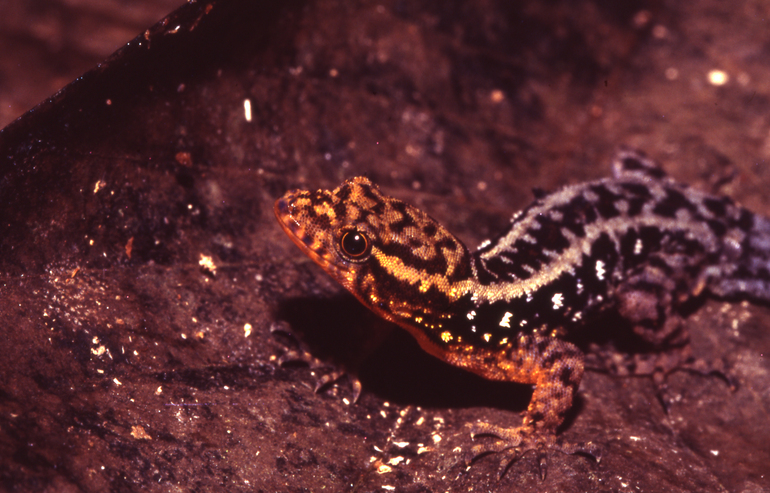
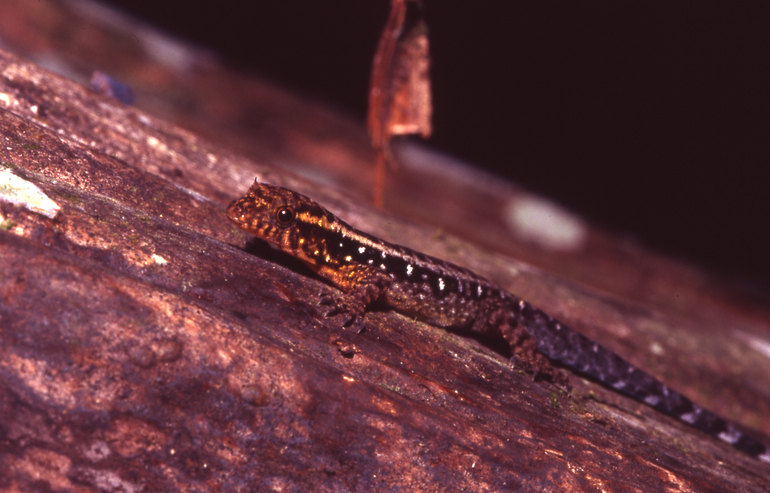
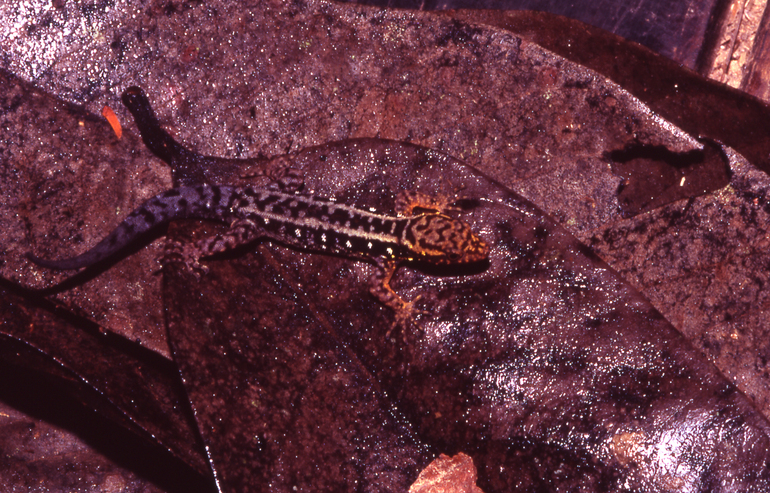